# Accelerationism
Accelerationism är en filosofisk, politisk och kulturell idéströmning som förespråkar att man bör påskynda – snarare än bromsa – kapitalismens och teknikens utveckling för att möjliggöra eller framtvinga radikal samhällsförändring. Accelerationismen kan ses både som ett analytiskt verktyg och som en strategi, och existerar i flera olika versioner, från högerextrem till progressiv vänster.

## Bakgrund
Idéns ursprung går delvis att spåra till Karl Marx, som i Det kommunistiska manifestet menade att kapitalismen bär på sina egna motsättningar, vilka en dag skulle leda till dess undergång. Accelerationismen fick dock sin namn och tydligare form först 2010-talet, då kritikern Benjamin Noys introducerade termen i polemik mot vad han såg som en ny tendens hos vissa vänsterintellektuella: att försöka lösa kapitalismens kriser genom att påskynda dess dynamik snarare än att bekämpa den. Noys i sin tur lånade namnet ifrån den amerikanska science-fictionförfattaren Roger Zelazny och hans tredje roman Lord of Light från 1967 som bland annat beskriver en grupp revolutionärer som ville ta samhället till "en högre nivå" genom att snabbt förändra sitt förhållningssätt till teknologi. Denna grupp kallade Zelazny för "Accelerationister".
Inom Accelerationismens kan man finna tankegods som redan futuristerna förespråkade, som fascinationen och äcklet inför teknikutvecklingen. Men Accelerationismens moderna rötter går främst tillbaka till poststrukturalistiska filosofer som Gilles Deleuze, Félix Guattari, Jean Baudrillard och Jean-François Lyotard, som under 1970-talet beskrev hur teknologi och kapital ständigt överskrider sina egna gränser i en rörelse mot upplösning.

## Huvudlinjer

### Högeraccelerationism
Högeraccelerationismen eller högerlibertariansk accelerationism förknippas ofta med Nick Land och hans arbete i Cybernetic Culture Research Unit (CCRU) vid University of Warwick på 1990-talet. Denna gren betraktar kapitalismen som ett självorganiserande, icke-mänskligt system som bör bejakas fullt ut, även om det leder till att traditionella mänskliga värden eller samhällets stabilitet förstörs. Nick Land förespråkade en nihilistisk “posthuman” framtid där artificiell intelligens, automatisering och teknologisk singularitet överträffar och ersätter människan.

### Vänsteraccelerationism
Vänsteraccelerationismen vill i stället ta kontroll över teknologiska krafter och rikta dem mot emancipation. Den betonar behovet av att utveckla nya kollektiva institutioner, teknologisk infrastruktur och politiska strategier för att övervinna kapitalismen.
Nyckelverk är Accelerate: A Manifesto for an Accelerationist Politics (2013) av Nick Srnicek och Alex Williams. De argumenterar för att vänstern måste omfamna modern teknik, automatisering och planering för att kunna erbjuda ett reellt alternativ till nyliberalismen. De tar avstånd från “lokalism” och “nostalgiska” rörelser inom vänstern som vill återgå till enklare samhällen.
En annan riktning är xenofeminismen som istället vill använda teknik för att upplösa könsnormer, möjliggöra kroppslig autonomi och politisk frigörelse.

### Högerextrem accelerationism
En särskilt våldsam utveckling av accelerationismen har uppstått inom vissa högerextrema kretsar. Denna version av accelerationism förespråkar att samhällelig kollaps bör påskyndas genom kaos, våld och destabilisering, i syfte att bana väg för ett etnonationalistiskt eller auktoritärt samhälle efter det nuvarande systemets sammanbrott.
Detta synsätt har förekommit i manifest i samband med terrordåd, som Christchurchattentatet 2019, där man uttryckt önskan att skapa politisk instabilitet för att accelerera det moderna samhällets upplösning. Dessa grupper och individer hänvisar ibland till accelerationism som en medveten strategi för att förstöra det "liberala samhället" inifrån genom att öka polariseringen och våldsamma konflikter.
Högerextrem accelerationism bygger ofta på en nihilistisk världsbild där demokrati, mångfald och mänskliga rättigheter ses som svagheter som måste undanröjas.
Den högerextrema accelerationismen skiljer sig ideologiskt från både vänster- och högeraccelerationism, men delar samma grundläggande idé om att samhällets nuvarande struktur är dömd att kollapsa – frågan är bara hur snabbt och med vilka medel.

## Kritik
Den tydligaste kritiken är att accelerationismen inte erbjuder några praktiskt genomförbara mål. Det saknas en vision  om vad som verkligen skulle uppstå bortom kapitalismen. Redan Noys, som myntade begreppet, menar att accelerationismen bara fokuserar på enskilda brott med den rådande ordningen. Högeraccelerationistiska idéer har anklagats för att flörta med auktoritärism, elitism eller teknokrati. Kritiker inom vänstern menar också att övertron på teknikens frigörande kraft riskerar att förminska vikten av social kamp, demokrati och mänsklig solidaritet.

## Accelerationism i kulturen
Accelerationismen har haft inflytande i samtida konst, musik och litteratur. Cyberpunk, glitchkonst, jungle, noise och filosofiska tidskrifter har alla utforskat dess teman. Vissa teoretiker inom fältet har själva varit musiker eller konstnärer. Tankeströmningen återfinns även i populärkulturella sammanhang, som TV-serien Mr. Robot och filmen The Matrix.